# Phaeophilacris angustifrons
Phaeophilacris angustifrons är en insektsart som först beskrevs av Lucien Chopard 1942.  Phaeophilacris angustifrons ingår i släktet Phaeophilacris och familjen syrsor. Inga underarter finns listade i Catalogue of Life.